# Prorella protoptata
Prorella protoptata là một loài bướm đêm trong họ Geometridae.